# Basilique Sainte-Marie de Culbuteria d'Alvignano
La basilique Santa Maria de Cubulteria est une basilique qui se trouve dans la ville d'Alvignano en Campanie.

## Histoire
La construction de la basilique, probablement sur les restes d'un temple romain de la cité antique de Cubulteria, est située entre les VIIIe et IXe siècles, à l'époque dans les territoires du duché de Bénévent. Elle a ensuite été consacrée en une église en l'honneur de Sainte Marie, puis, en 1300, de saint Ferdinand d'Aragon. Récemment, des travaux de restauration ont été entrepris par la Surintendance du patrimoine culturel.

## Architecture
La basilique est un exemple de synthèse des styles lombard et byzantin.
Elle possède trois nefs séparées par des piliers surmontés de voûtes en briques. L'intérieur est très linéaire, il est fermé par une abside semi-circulaire aveugle, tandis que l'extérieur de la façade principale a un porche et des portails avec une seule ogive, le tout en brique.

## Source
- (it) Cet article est partiellement ou en totalité issu de l’article de Wikipédia en italien intitulé « Basilica di Santa Maria di Cubulteria » (voir la liste des auteurs).